# خندق چیا رشید
خندق چیا رشید در شهرستان کوهدشت، بخش رومشگان، دهستان رومشگان شرقی، روستای مهکی واقع شده و این اثر در تاریخ ۶ اسفند ۱۳۸۵ با شمارهٔ ثبت ۱۷۶۰۲ به‌عنوان یکی از آثار ملی ایران به ثبت رسیده است.